# Delochilocoris caliginosus
Delochilocoris caliginosus är en insektsart som först beskrevs av William Lucas Distant 1882.  Delochilocoris caliginosus ingår i släktet Delochilocoris och familjen Rhyparochromidae. Inga underarter finns listade i Catalogue of Life.